# GM Водолея
GM Водолея (лат. GM Aquarii) — двойная затменная переменная звезда типа W Большой Медведицы (EW) в созвездии Водолея на расстоянии приблизительно 1966 световых лет (около 603 парсеков) от Солнца. Видимая звёздная величина звезды — от +14,4m до +13,4m. Орбитальный период — около 0,3673 суток (8,8149 часов).

## Характеристики
Первый компонент — жёлтая звезда спектрального класса G. Эффективная температура — около 5342 К.